# Fedcupový tým Jugoslávie
Fedcupový tým Jugoslávie reprezentoval Jugoslávii ve Fed Cupu oficiálně v letech 1969–1992, a to pod vedením národního tenisového svazu Teniski Savez Jugoslavije.
Srbské a černohorské tenistky však nastupovaly pod hlavičkou jugoslávského týmu až do roku 2003, kdy se federace nazvaná Svazová republika Jugoslávie transformovala do volnějšího soustátí Srbsko a Černá Hora.

## Historie
První utkání Jugoslávie odehrála roku 1969 v Řecku proti Spojeným státům, které prohrála 0:3 na zápasy. Nejlepším výsledkem byla semifinálová účast v roce 1984, které družstvo dosáhlo ve složení Sabrina Golešová, Mima Jaušovecová a Renata Šašaková.
Jugoslávie (SFRJ) se rozpadla v roce 1992, ale pod názvem tohoto státu hrály tenistky Srbska a Černé Hory až do roku 2003. V letech 2004–2006 pak reprezentovaly fedcupový tým Srbska a Černé Hory.
V roce 2007, paralelně s rozpadem státního útvaru, vznikla dvě samostatná družstva Srbska a Černé Hory. Posledním zápasem se stala baráž 1. skupiny Evropy a Afriky ve Fed Cupu 2003, v níž jugoslávský tým podlehl Jihoafrické republice 0:2 na utkání.

### Nástupnické týmy
V souvislosti s rozpadem Socialistické federativní republiky Jugoslávie, k němuž došlo v roce 1992, vznikala nová fedcupová družstva nástupnických státních útvarů:
- Chorvatsko (1992–)
- Slovinsko (1992–)
- Svazová republika Jugoslávie (1995–2003) /  Srbsko a Černá Hora (2004–2006)
  -  Srbsko (2007–)
  -   Černá Hora (2007–)
- Severní Makedonie (1995–)
- Bosna a Hercegovina (1997–)

## Tituly
Tituly
- 0

Finalistky
- 0

Nejlepší výsledek
ČSSR – Jugoslávie 3:0
- 15. – 22. července 1984, semifinále Světové skupiny, antuka, klub Pinheiros Sports Club, São Paulo, Brazílie[1]

1:0, Suková vs. Golešová 2–6, 6–1, 7–5
2:0, Mandlíková vs. Jaušovecová 2–6, 6–3, 6–4
3:0, Budařová / Skuherská vs. Jaušovecová / Šašaková 6–4, 4–6, 6–4

## Členky v roce 2003
- Dragana Zarićová
- Jelena Jankovićová
- Katarina Mišićová